# Sportclub Preußen 06 Münster 1999-2000
Questa voce raccoglie le informazioni riguardanti il Sportclub Preußen 06 Münster nelle competizioni ufficiali della stagione 1999-2000.

## Stagione
Nella stagione 1999-2000 il Preussen Münster, allenato da Hans-Werner Moors, Klaus Berge e Stefan Grädler, concluse il campionato di Regionalliga ovest-sudovest all'8º posto.

## Rosa
| N. |                     | Ruolo | Calciatore          |
| -- | ------------------- | ----- | ------------------- |
| 1  | Germania (bandiera) | P     | Michael Melka       |
| 2  | Germania (bandiera) | D     | Timo Kemming        |
| 4  | Germania (bandiera) | D     | Olaf Buschkötter    |
| 5  | Germania (bandiera) | D     | André Bertelsbeck   |
| 6  | Germania (bandiera) | C     | Carsten Becker      |
| 7  | Germania (bandiera) | C     | Bernd Winter        |
| 11 | Germania (bandiera) | A     | Carsten Gockel      |
| 13 | Polonia (bandiera)  | A     | Marek Leśniak       |
| 14 | Germania (bandiera) | D     | Andreas Helmer      |
| 16 | Germania (bandiera) | C     | Max Balster         |
| 16 | Germania (bandiera) | C     | Markus Zuraski      |
| 17 | Germania (bandiera) | D     | Heiko Kuhn          |
| 18 | Germania (bandiera) | A     | Carlos Castilla     |
| 19 | Germania (bandiera) | D     | Christoph Metzelder |

| N. |                     | Ruolo | Calciatore             |
| -- | ------------------- | ----- | ---------------------- |
| 22 | Germania (bandiera) | P     | Alexander Ogrinc       |
| 22 | Germania (bandiera) | D     | Helmut Rahner          |
| 24 | Germania (bandiera) | C     | Martin Przondziono     |
| 30 | Germania (bandiera) | C     | Stephan Küsters        |
| 33 | Germania (bandiera) | C     | Ingmar Putz            |
|    | Germania (bandiera) | P     | Dirk Winter            |
|    | Germania (bandiera) | C     | Kai Fischer            |
|    | Germania (bandiera) | C     | Arne Hoffart           |
|    | Lettonia (bandiera) | C     | Wjatscheslav Izmailovs |
|    | Germania (bandiera) | C     | Stephan Roth           |
|    | Germania (bandiera) | C     | Jürgen Serr            |
|    | Germania (bandiera) | A     | Jens Brömmelmeier      |
|    | Polonia (bandiera)  | A     | Piotr Kluzek           |

## Organigramma societario
Area tecnica
- Allenatore: Stefan Grädler
- Allenatore in seconda:
- Preparatore dei portieri:
- Preparatori atletici:
- Analisi video:

## Calciomercato

### Sessione estiva
| Acquisti | Acquisti           | Acquisti           | Acquisti |
| R.       | Nome               | da                 | Modalità |
| -------- | ------------------ | ------------------ | -------- |
| D        | Helmut Rahner      | Reggina            |          |
| C        | Semin Alajbegović  | FC 07 Albstadt     |          |
| A        | Piotr Kluzek       | Pogoń Stettino     |          |
| A        | Marek Leśniak      | Fortuna Düsseldorf |          |
| P        | Michael Melka      | Remscheid          |          |
| C        | Martin Przondziono | Osnabrück          |          |
| C        | Markus Zuraski     | Verl               |          |

| Cessioni | Cessioni            | Cessioni          | Cessioni |
| R.       | Nome                | a                 | Modalità |
| -------- | ------------------- | ----------------- | -------- |
| D        | Thomas Ridder       | Uerdingen 05      |          |
| C        | Semin Alajbegović   | Wacker Burghausen |          |
| A        | Marco Antwerpen     | Rot-Weiss Essen   |          |
| D        | Dirk Böcker         | LR Ahlen          |          |
| P        | Christopher Jürgens | Holstein Kiel     |          |
| D        | Gregory Kile        | TuS Celle         |          |
| A        | René Müller         | Bochum            |          |
| C        | Tobias Sumelka      | SuS Stadtlohn     |          |
| A        | Heiko Weber         | Carl Zeiss Jena   |          |

### Sessione invernale
| Acquisti | Acquisti        | Acquisti | Acquisti |
| R.       | Nome            | da       | Modalità |
| -------- | --------------- | -------- | -------- |
| A        | Carlos Castilla | LR Ahlen |          |

| Cessioni | Cessioni | Cessioni | Cessioni |
| R.       | Nome     | a        | Modalità |
| -------- | -------- | -------- | -------- |

## Risultati

### Regionalliga ovest-sudovest

#### Girone di andata
| Pirmasens 18 agosto 1999, ore 18:45 CEST 1ª giornata | Pirmasens  | 0 – 0 referto | Preußen Münster | Städtisches Stadion (1 200 spett.)\| Arbitro: \| Diergarten \| |
| Arbitro:                                             | Diergarten |               |                 |                                                                |

| Arbitro: | Steinborn |

|                                          |           |                            |
| Winter 13’ Przondziono 18’ Antwerpen 69’ | Marcatori | 22’ Podszus 26’, 57’ Demir |

| Arbitro: | Müller |

|              |           |            |
| Maslanka 88’ | Marcatori | 22’ Gockel |

| Arbitro: | Weiss |

|            |           |  |
| Gockel 40’ | Marcatori |  |

| Arbitro: | Schütz |

|                                 |           |  |
| Séchet 52’ Choji 65’ Zibert 88’ | Marcatori |  |

| Arbitro: | Berg |

|                       |           |                                     |
| Leśniak 8’ Winter 78’ | Marcatori | 62’ Gomes 63’ Schmugge 75’ Dikhtiar |

| Arbitro: | Wegener-Gärtner |

|                                 |           |  |
| Tonello 55’ (rig.) Willmann 90’ | Marcatori |  |

| Arbitro: | Stachowiak |

|             |           |               |
| Leśniak 34’ | Marcatori | 18’, 84’ Weis |

| 19 settembre 1999 9ª giornata |  | – turno di riposo |  |  |

| Arbitro: | Friedrichs |

|  |           |                       |
|  | Marcatori | 14’ Raschke 53’ Bonan |

| Arbitro: | Weiss |

|          |           |                 |
| Breu 82’ | Marcatori | 42’ Przondziono |

| Arbitro: | Henes |

|                           |           |          |
| Leśniak 36’ Metzelder 45’ | Marcatori | 18’ Nadj |

| Elversberg 17 ottobre 1999, ore 15:00 CEST 13ª giornata | Elversberg | 0 – 0 referto | Preußen Münster | Waldstadion an der Keiserlinde (1 000 spett.)\| Arbitro: \| Gebhardt \| |
| Arbitro:                                                | Gebhardt   |               |                 |                                                                         |

| Arbitro: | Krieger |

|                                            |           |                                |
| Buschkötter 8’ Leśniak 36’ Przondziono 72’ | Marcatori | 29’, 47’, 90’ Bugri 32’ Gudelj |

| Arbitro: | Schräer |

|                               |           |                                  |
| Majewski 25’ Siebert 45’, 70’ | Marcatori | 17’, 26’ Becker 90’ Brömmelmeier |

| Arbitro: | Göbel |

|            |           |                          |
| Winter 80’ | Marcatori | 10’ Weidemann 75’ Cartus |

| Arbitro: | Sahler |

|            |           |                        |
| Kushev 90’ | Marcatori | 64’ Leśniak 83’ Kluzek |

| Arbitro: | Beitzel |

|                                         |           |  |
| Leśniak 31’ Zuraski 35’ Przondziono 85’ | Marcatori |  |

| Arbitro: | Weber |

|                                                   |           |  |
| Siedschlag 13’ Mrugalla 52’ Steup 78’ Schmidt 80’ | Marcatori |  |

#### Girone di ritorno
| Arbitro: | Inderhees |

|                |           |  |
| Winter 2’, 29’ | Marcatori |  |

| Arbitro: | Raquet |

|  |           |               |
|  | Marcatori | 77’ Metzelder |

| Arbitro: | Milic |

|                          |           |  |
| Castilla 79’ Leśniak 81’ | Marcatori |  |

| Arbitro: | Gebhardt |

|                                            |           |            |
| Skok 27’ Voike 51’ Ebersbach 67’ Aksoy 88’ | Marcatori | 36’ Winter |

| Arbitro: | Aust |

|              |           |  |
| Castilla 49’ | Marcatori |  |

| Bochum 27 febbraio 2000, ore 14:30 CET 25ª giornata | Wattenscheid 09 | 0 – 0 referto | Preußen Münster | Lohrheidestadion (1 446 spett.)\| Arbitro: \| Kortholt \| |
| Arbitro:                                            | Kortholt        |               |                 |                                                           |

| Arbitro: | Weber |

|                         |           |                   |
| Castilla 22’ Gockel 76’ | Marcatori | 79’ (rig.) Jonjić |

| Arbitro: | Fandel |

|  |           |                        |
|  | Marcatori | 68’ (rig.) Przondziono |

| 19 marzo 2000 28ª giornata |  | – turno di riposo |  |  |

| Arbitro: | Schräer |

|                              |           |  |
| Bamba 20’ Krohm 54’ Karp 67’ | Marcatori |  |

| Arbitro: | Müller |

|  |           |             |
|  | Marcatori | 66’ Winkler |

| Arbitro: | Henes |

|                                           |           |          |
| Porcello 14’ Naruševičius 85’ Calores 89’ | Marcatori | 65’ Putz |

| Arbitro: | Kynast |

|                 |           |             |
| Gockel 49’, 84’ | Marcatori | 85’ Valchev |

| Arbitro: | Perschke |

|             |           |  |
| Eraslan 41’ | Marcatori |  |

| Arbitro: | Riederwald |

|                                                           |           |              |
| Przondziono 14’ (rig.) Putz 58’ Leśniak 75’ Metzelder 84’ | Marcatori | 38’ Majewski |

| Arbitro: | Pickel |

|                        |           |                                       |
| Putilo 40’ Michels 41’ | Marcatori | 30’ Küsters 44’ Leśniak 57’ Metzelder |

| Arbitro: | Gruse |

|                            |           |                   |
| Gockel 23’ Przondziono 88’ | Marcatori | 74’, 82’ Teixeira |

| Arbitro: | Sahler |

|                        |           |             |
| Wagner 45’ Zöllner 83’ | Marcatori | 30’ Leśniak |

| Arbitro: | Späker |

|                                        |           |           |
| Küsters 60’ Gockel 68’, 89’ Winter 83’ | Marcatori | 71’ Milde |

## Statistiche

### Statistiche di squadra
| Competizione                | Punti | In casa | In casa | In casa | In casa | In casa | In casa | In trasferta | In trasferta | In trasferta | In trasferta | In trasferta | In trasferta | Totale | Totale | Totale | Totale | Totale | Totale | DR |
| Competizione                | Punti | G       | V       | N       | P       | Gf      | Gs      | G            | V            | N            | P            | Gf           | Gs           | G      | V      | N      | P      | Gf     | Gs     | DR |
| --------------------------- | ----- | ------- | ------- | ------- | ------- | ------- | ------- | ------------ | ------------ | ------------ | ------------ | ------------ | ------------ | ------ | ------ | ------ | ------ | ------ | ------ | -- |
| Regionalliga ovest-sudovest | 50    | 18      | 10      | 2       | 6       | 35      | 24      | 18           | 4            | 6            | 8            | 15           | 30           | 36     | 14     | 8      | 14     | 50     | 54     | -4 |
| Totale                      | 50    | 18      | 10      | 2       | 6       | 35      | 24      | 18           | 4            | 6            | 8            | 15           | 30           | 36     | 14     | 8      | 14     | 50     | 54     | -4 |

### Andamento in campionato
| Giornata  | 1  | 2  | 3  | 4 | 5  | 6  | 7  | 8  | 9  | 10 | 11 | 12 | 13 | 14 | 15 | 16 | 17 | 18 | 19 | 20 | 21 | 22 | 23 | 24 | 25 | 26 | 27 | 28 | 29 | 30 | 31 | 32 | 33 | 34 | 35 | 36 | 37 | 38 |
| --------- | -- | -- | -- | - | -- | -- | -- | -- | -- | -- | -- | -- | -- | -- | -- | -- | -- | -- | -- | -- | -- | -- | -- | -- | -- | -- | -- | -- | -- | -- | -- | -- | -- | -- | -- | -- | -- | -- |
| Luogo     | T  | C  | T  | C | T  | C  | T  | C  |    | C  | T  | C  | T  | C  | T  | C  | T  | C  | T  | C  | T  | C  | T  | C  | T  | C  | T  |    | T  | C  | T  | C  | T  | C  | T  | C  | T  | C  |
| Risultato | N  | N  | N  | V | P  | P  | P  | P  |    | P  | N  | V  | N  | P  | N  | P  | V  | V  | P  | V  | V  | V  | P  | V  | N  | V  | V  |    | P  | P  | P  | V  | P  | V  | V  | N  | P  | V  |
| Posizione | 11 | 12 | 11 | 7 | 11 | 12 | 13 | 14 | 16 | 17 | 17 | 16 | 16 | 16 | 16 | 17 | 16 | 14 | 15 | 13 | 12 | 10 | 11 | 10 | 10 | 9  | 9  | 9  | 11 | 11 | 11 | 10 | 12 | 11 | 9  | 9  | 11 | 8  |

Legenda:

Luogo: C = Casa; T = Trasferta. Risultato: V = Vittoria; N = Pareggio; P = Sconfitta.

### Statistiche dei giocatori
| S. Alajbegović  | 1  | 0  | 0 | 0 |
| M. Antwerpen    | 2  | 1  | 0 | 1 |
| M. Balster      | 3  | 0  | 0 | 0 |
| C. Becker       | 29 | 2  | 2 | 0 |
| A. Bertelsbeck  | 33 | 0  | 5 | 0 |
| J. Brömmelmeier | 1  | 1  | 0 | 0 |
| O. Buschkötter  | 9  | 1  | 1 | 0 |
| C. Castilla     | 15 | 3  | 4 | 0 |
| K. Fischer      | 9  | 0  | 0 | 0 |
| C. Gockel       | 28 | 8  | 4 | 0 |
| A. Helmer       | 27 | 0  | 7 | 0 |
| A. Hoffart      | 24 | 0  | 1 | 1 |
| W. Izmailovs    | 2  | 0  | 0 | 0 |
| T. Kemming      | 9  | 0  | 2 | 0 |
| P. Kluzek       | 5  | 1  | 0 | 0 |
| H. Kuhn         | 5  | 0  | 0 | 0 |
| S. Küsters      | 27 | 2  | 4 | 1 |
| M. Leśniak      | 23 | 10 | 4 | 1 |
| M. Melka        | 18 | 0  | 2 | 0 |
| C. Metzelder    | 31 | 4  | 4 | 0 |
| A. Ogrinc       | 15 | 0  | 1 | 0 |
| M. Przondziono  | 35 | 7  | 6 | 0 |
| I. Putz         | 19 | 2  | 2 | 0 |
| H. Rahner       | 20 | 0  | 3 | 2 |
| T. Ridder       | 8  | 0  | 2 | 0 |
| S. Roth         | 6  | 0  | 0 | 0 |
| J. Serr         | 35 | 0  | 4 | 0 |
| B. Winter       | 29 | 7  | 6 | 2 |
| D. Winter       | 5  | 0  | 0 | 0 |
| M. Zuraski      | 17 | 1  | 0 | 0 |